# La Tapona, Guanajuato
La Tapona är en ort i Mexiko.   Den ligger i kommunen San Felipe och delstaten Guanajuato, i den centrala delen av landet, 300 km nordväst om huvudstaden Mexico City. La Tapona ligger 2 092 meter över havet och antalet invånare är 235.
Terrängen runt La Tapona är kuperad västerut, men österut är den platt. Runt La Tapona är det ganska glesbefolkat, med 31 invånare per kvadratkilometer. Närmaste större samhälle är San Felipe, 14,9 km norr om La Tapona. Trakten runt La Tapona består i huvudsak av gräsmarker.